# Nuno Manuel, 1.º Senhor de Salvaterra de Magos
João Manuel (c. 1469 – Lisboa) foi um almotacé-mor e alcaide-mor português.

## Biografia
Filho natural de D. João Manuel, bispo da Guarda, e de Justa Rodrigues legitimado com seu irmão João Manuel por Carta Real de 15 de Novembro de 1475 por D. Afonso V de Portugal, como filhos de D. João, bispo da Guarda, do Conselho, e de Justa Rodrigues, mulher solteira, sendo a legitimação feita a pedido de seus pais, foi Almotacé-Mor do Rei D. Manuel I de Portugal. Foi, também, Alcaide-Mor da Guarda e 1.º Senhor de Salvaterra de Magos, das Águias e da Erra.

## Casamentos e descendência
Casou primeira vez com Leonor de Milá y Aragón (c. 1460 - ?), filha de Jaime de Milà y Borja, Senhor da Baronia de Albayda e 1.º Conde de Albayda em 1478, em atenção ao seu casamento (filho natural do Cardeal-Bispo de Lérida D. Luis Juan de Milà y Borja, sobrinho-neto materno do Papa Calixto III e primo-sobrinho materno do Papa Alexandre VI), e de sua mulher (casados em Valência del Cid em 1477) D. Leonor de Aragón, falecida em 1478 (filha bastarda de D. Afonso de Aragão (1417-1495) primeiro Duque de Villahermosa Grande de Aragão em 1476, primeiro Conde de Ribagorza, Senhor e Conde de Cortes e Senhor de Igualada, que gozou injustamente por certo tempo do cargo de 26.º Mestre da Ordem de Calatrava e foi Capitão-General do Exército do Reino de Navarra, Generalíssimo das Armas, Capitão-General do Principado da Catalunha, Vice-Rei, Governador e Capitão-General dos Reinos de Castela e Leão, e de María Junquers, falecida em 1506, Donzela Nobre Catalã, filha de Mosen Bernardo Junquers, Castelão de Rosses, na Catalunha e Embaixador de D. João II de Aragão ao Duque de Milão Francesco Sforza, e neta bastarda de D. João II de Aragão e de Leonor de Escobar, filha de Alfonso Rodríguez de Escobar, Cavaleiro Fidalgo de Tierra de Campos, Alcaide-Mor dos Domínios do Rei D. João II de Aragão em Castela), da qual teve oito filhos e filhas, e casou segunda vez com D. Lourença de Ataíde, filha de D. João de Vasconcelos e Meneses, 2.º Conde de Penela, e de sua mulher Maria de Ataíde, sem geração,: 
- Fradique Manuel (c. 1500 - Lisboa, Castelo, 9 de Julho de 1564), 2.º Senhor de Salvaterra de Magos, das Águias e da Erra, 1.º Senhor de Tancos, da Atalaia e de Cimeira, casado com Maria de Ataíde (c. 1500 - ?), Senhora de Penacova, da qual foi segundo marido, com geração
- João Manuel (1500 - ?), Comendador da Idanha-a-Nova na Ordem de Cristo, casado primeira vez com D. Leonor de Vilhena, sem geração, e casado segunda vez com D. Maria de Almeida, com geração
- Francisco Manuel de Aragão (c. 1500 - ?), Moço Fidalgo da Casa Real em 1518, Criado do Imperador Carlos V, Sacro Imperador Romano-Germânico, que viveu em Milão, no Ducado de Milão, casado, sem geração
- Jorge Manuel (c. 1500 - ?), Comendador de São Vicente na Ordem de Cristo, casado com Leonor de Brito, com geração
- Afonso Manuel (c. 1500 - ?), Comendador de Tife na Ordem de Cristo, casado, com geração extinta
- Leonor de Milá (c. 1500 - ?), casada com Nuno Rodrigues Barreto (c. 1500 - ?), 5.º Senhor do Morgado da Quarteira, Alcaide-Mor de Faro, Vedor da Fazenda do Algarve, Comendador de Santo André de Monsaraz na Ordem de Cristo em 1548 e Capitão das Naus da Carreira da Índia, com geração
- Maria de Aragão (c. 1500 - ?), casada com Álvaro Fernández de Córdoba (c. 1500 - 1546), Señor de Valenzuela, com geração
- Joana de Aragão (c. 1500 - ?), casada com Rui Barreto de Melo (c. 1500 - ?), sem geração